# Bell P-39
Die Bell P-39 Airacobra war ein Jäger und Jagdbomber des Flugzeugherstellers Bell Aircraft Corporation. Ungewöhnlich waren der Mittelmotor und das damals noch nicht übliche Bugradfahrwerk.

## Konstruktion
Anders als bei konventioneller Bauart mit Zugpropeller war der Motor hinter dem Pilotensitz angeordnet und trieb die Luftschraube über eine verlängerte Welle an, die zwischen den Knien des Piloten durchlief. Der Motor saß damit nahe am Schwerpunkt des Flugzeugs. Ein Teil des sonst vom Motor beanspruchten Raums wurde für das Bugrad des einziehbaren Fahrwerks genutzt. Die dadurch ermöglichte horizontale Flugzeuglage am Boden sorgte für eine bessere Sicht des Piloten bei Start und Landung.
Weiterhin wurde der Platz im Bug genutzt, um eine 37-mm-Kanone einzubauen, die durch die Propellernabe schoss. Die Grundidee dieses für Jagdflugzeuge übergroßen Kalibers war, es dem Jäger zu ermöglichen, Bombenflugzeuge außerhalb der Reichweite ihres Abwehrfeuers zu bekämpfen.
Die Airacobra absolvierte 1939 ihren Erstflug, wurde vom United States Army Air Corps (USAAC) allerdings zuerst nicht übernommen. Eine der Ursachen war die fehlende Höhenleistung des Serienmodells, dem der Turbolader des Prototyps gestrichen worden war. Auch die RAF war mit den Maschinen, die sie ab Oktober 1941 kurz einsetzte, nicht zufrieden.
Das Nachfolgemuster war die Bell P-63 Kingcobra.

## Fronteinsatz
Die P-39 wurde ab der D-Version von den United States Army Air Forces (USAAF) über Neuguinea gegen die Japaner eingesetzt. Die Maschine bewährte sich dort nicht, da sie für ihr Gewicht zu wenig Motorleistung hatte. Der Mitsubishi A6M Zero war sie in der Steigleistung und Wendigkeit unterlegen. Die wegen des fehlenden Turboladers schlechte Höhenleistung spielte ebenfalls eine Rolle. Nur im Sturzflug verkraftete die Airacobrazelle höhere Geschwindigkeiten als ihre japanischen Gegner. Die P-39 wurde deshalb durch die P-40 Warhawk und P-38 Lightning ersetzt, die zudem eine größere Reichweite hatten. Die P-39 bewährte sich in der Schlacht von Guadalcanal als Erdkampfflugzeug. In späteren Kriegsjahren wurde die Airacobra vor allem als Schulflugzeug eingesetzt.
Ganz anders verlief der Einsatz der P-39 über der Ostfront. Die weitaus meisten Flugzeuge (4924 Stück) übernahm die Sowjetunion im Rahmen des Pacht- und Leihabkommens und setzte die P-39 vor allem bei Luftkämpfen in niedriger Höhe ein. Diese Einsatzweise und die grundsätzlich niedrigere Einsatzhöhe an der Ostfront ließen den fehlenden Turbolader leicht verschmerzen, so dass die Sowjets mit dem Flugzeug zufrieden waren. Der erfolgreiche sowjetische Jagdflieger Alexander Pokryschkin flog die P-39 ebenfalls und erzielte damit 48 seiner 59 Abschüsse. Pokryschkin leitete mit seinem mit Airacobras ausgerüsteten Jagdfliegerregiment eine Reform der Luftkampftaktiken ein, welche die sowjetischen Streitkräfte zu einem ebenbürtigen Gegner für die Luftwaffe machte. Allerdings war die Airacobra bei deutschen Piloten nicht sonderlich gefürchtet, sie konnten ihr leicht wegsteigen und sie galt wegen des Mittelmotors als leicht abzuschießen.
Der Jagdflieger Günther Rall schrieb in seinen Memoiren, es sei „eigentlich gleich“, wo man eine P-39 treffe – „sie brennt immer“ (die Tanks und benzinführenden Leitungen waren ungünstig angeordnet). Der Pilot einer P-39 konnte nur selten aus seinem Flugzeug entkommen, wenn dieses getroffen worden war – die P-39 hatte nur eine Seitentür.

## Kontroverse

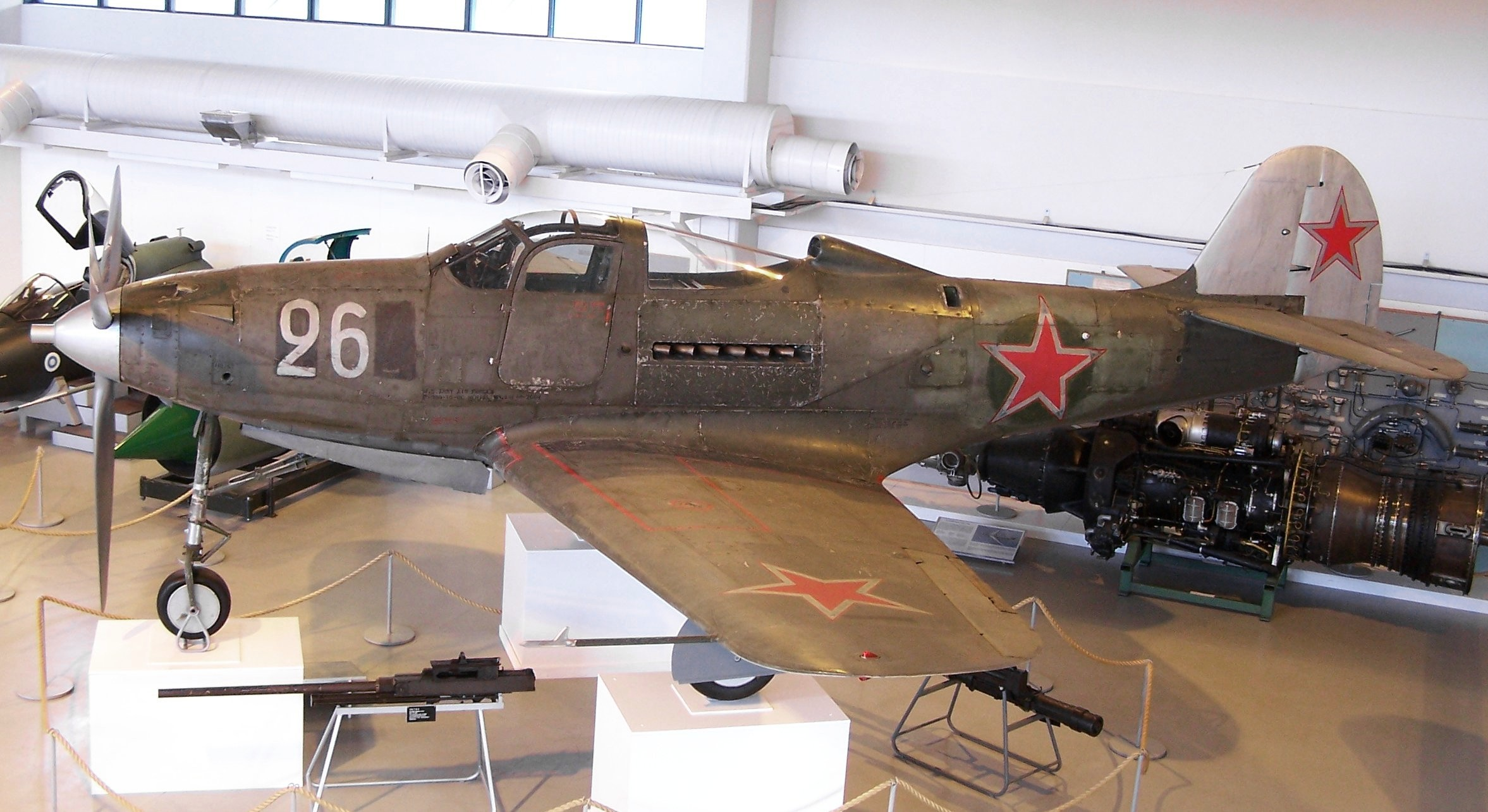
Von der UdSSR eingesetzte Bell P-39 Airacobra im Finnischen Luftwaffenmuseum

Der Unterschied in der Bewertung der Piloten könnte nicht größer sein: die Amerikaner nannten die Maschine „iron dog“. Die sowjetischen Flieger schätzten die „Kobra“ oder „Bell“ sehr und im Allgemeinen waren Elitestaffeln mit diesem Muster ausgerüstet.
Bei den an die Sowjetunion gelieferten Maschinen handelte es sich größtenteils um stark verbesserte Versionen der ab 1943 gebauten N–Q-Baureihen, bei denen der Hersteller Bell die Schwachpunkte der von den Amerikanern im Frühjahr 1942 eingesetzten D–K-Reihen größtenteils beseitigt hatte. Zum Beispiel war die schwere 37-mm-Kanone, die über Neuguinea meistens Ladehemmung hatte, in sowjetischen Diensten eine zuverlässige Waffe; außerdem wurde sie häufig durch eine 20-mm-Kanone sowjetischer Bauart ersetzt. Noch dazu erleichterten die Luftstreitkräfte der Sowjetunion ihre Maschinen stark durch den Ausbau der Flächenwaffen und durch das Entfernen von Teilen der Panzerung. Die Kanone und die Rumpf-MG entsprachen dem sowjetischen Standard an Bewaffnung und wurden als ausreichend betrachtet.
Die Piloten schätzten vor allem den guten Schutz durch das hinten liegende Triebwerk, die sehr gute Sicht durch das weit vorne liegende Cockpit und die Fähigkeit der Maschine, Beschädigungen zu verkraften. Zudem war die Ausrüstung mit Funkgeräten bei den sowjetischen Mustern in der ersten Hälfte des Krieges eher die Ausnahme und die Verarbeitungsqualität besser als bei sowjetischen Flugzeugmustern. Mit dem Bugradfahrwerk ließ sich das Flugzeug außerdem gut starten und landen. Auf der Minusseite standen das schlechte Überziehverhalten, die mäßige Höhenleistung des Allison-Motors, eine Neigung zum Flachtrudeln und die relativ geringe Reichweite.
Weitere Nutzer dieses Jägers waren die Luftstreitkräfte des Freien Frankreichs und nach 1943 die pro-alliierte italienische Luftwaffe. Diese Luftwaffen setzten das Muster allerdings nur als Erdkampfflugzeug ein.

## Varianten

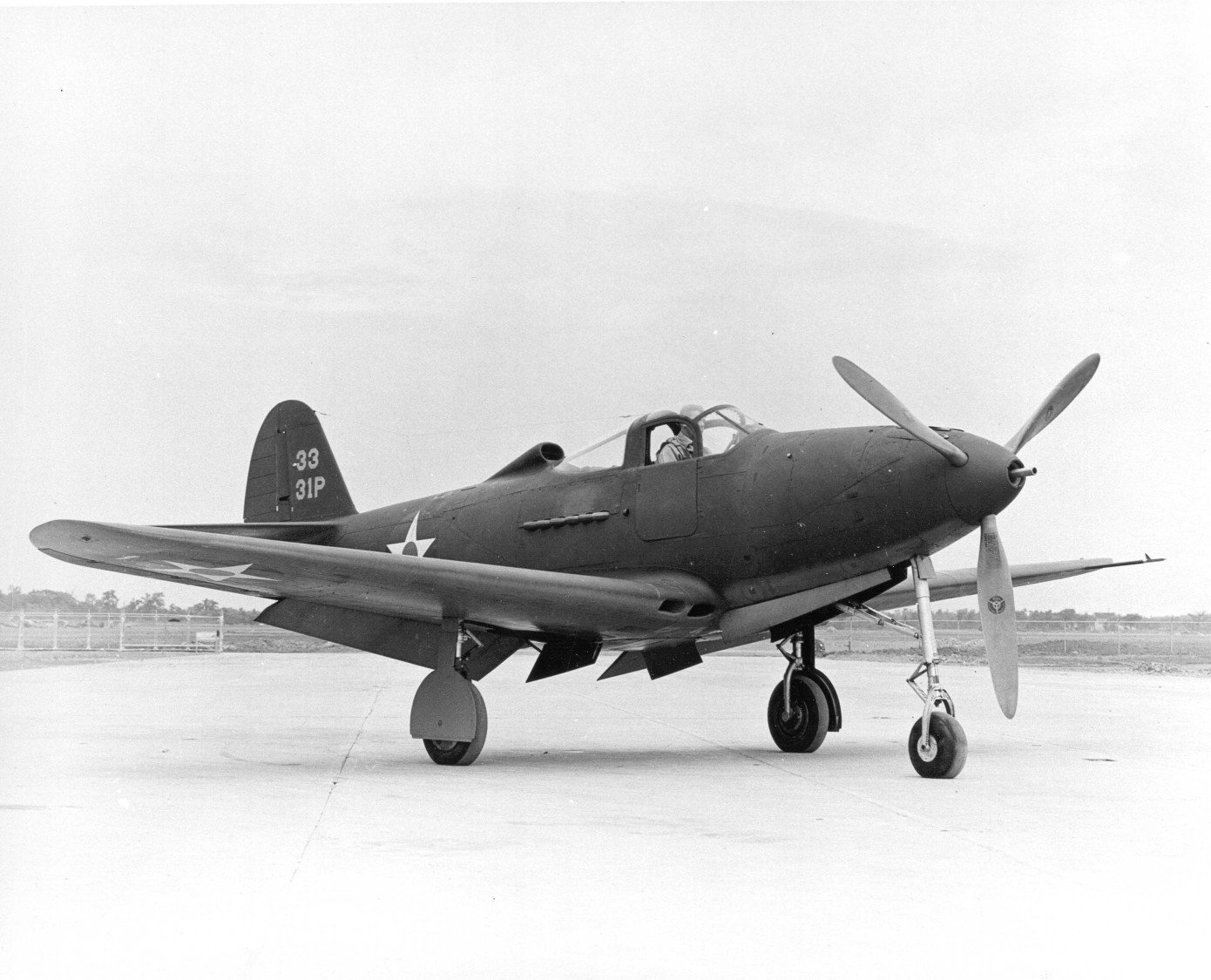
P-39D der USAAF

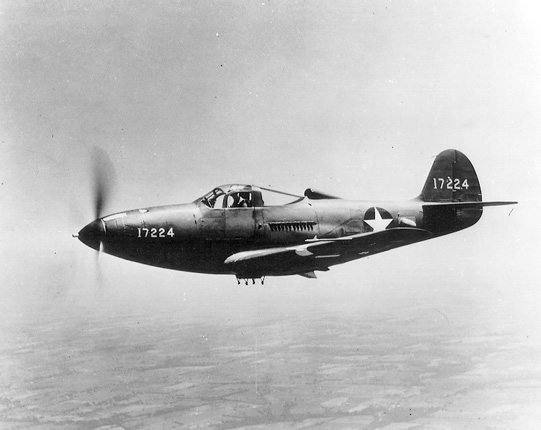
P-39F-1-BE

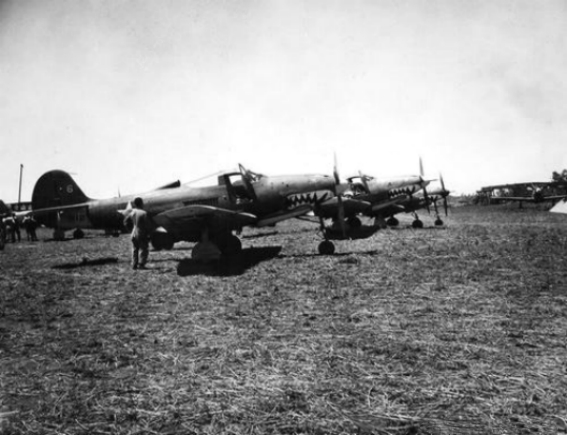
P-400 der 67th Fighter Squadron auf Guadalcanal im August 1942

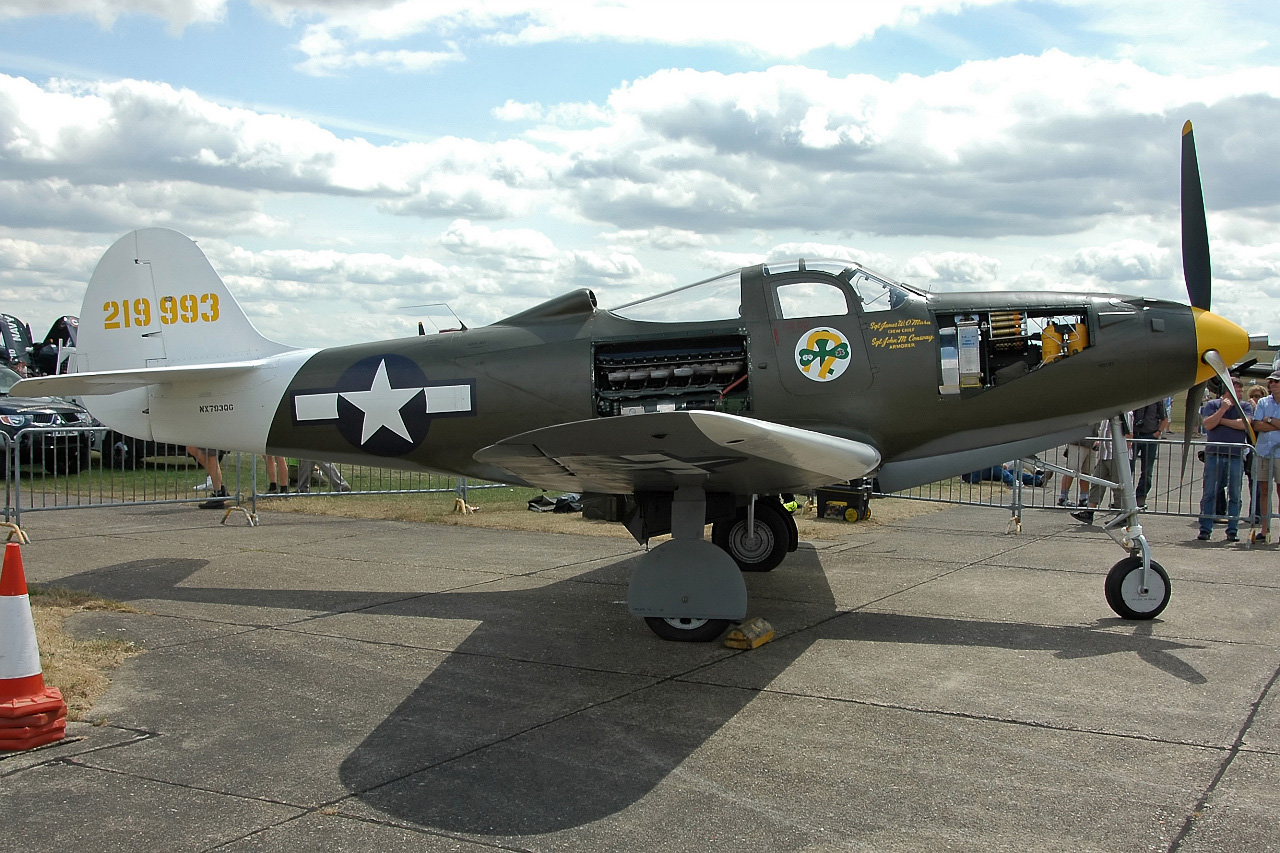
Erhaltene P-39Q

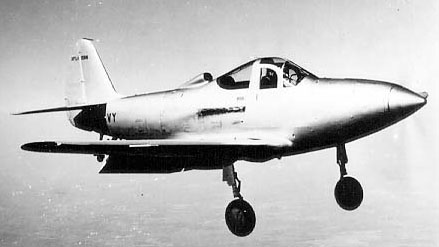
XFL-1 Airabonita

XP-39Prototyp, unbewaffnet, einer gebaut
YP-39Vorserienmodell, Allison V-1710-37 (E5) mit 1.090 PS, 13 Stück gebaut
YP-39Asollte V-1710-31-Motor bekommen (1.150 PS), wurde aber YP-39, eine Maschine umgebaut
XP-39Bnach Windkanaltests bei der NACA aerodynamisch verbesserte XP-39, Allison V-1710-37-(E5)-Motor, eine umgebaut
P-39CSerienversion, entsprach der YP-39 bis auf den Motor V-1710-35 mit 1.150 PS. Bewaffnung: eine 37-mm-Kanone, je zwei 12,7-mm- und 7,62-mm-MG, 80 Stück gebaut
P-39DEinbau von Panzerung und selbstdichtenden Tanks. Bewaffnung durch erhöhten Munitionsvorrat und Außenlasten (max. eine 227-kg-Bombe unter dem Rumpf) verbessert, 60 umgebaute P-39C
P-39D-1Lend-Lease Version mit M1-20-mm-Kanone, 336 Stück gebaut
P-39D-2Lend-Lease Version, V-1710-63-(E6)-Motor mit 1.325 PS; 37-mm-Kanone und 550-l-Zusatztank unter dem Rumpf, 158 gebaut
P-39D-3/D-4: Umbau von D-1/D-2 zu Aufklärern, 26 bzw. 11 umgebaut
P-400 Airacobra Mk I und Mk 1A675 P-39D für die Royal Air Force mit Hispano-Suiza-20-mm-Kanone, kurzfristig Caribou genannt. Nach Pearl Harbor wurden etwa 200 Stück von der USAAF requiriert und meist für Trainingsaufgaben verwendet, einige kamen auch zum Einsatz im Pazifik. 212 Maschinen wurden an die Sowjetunion geliefert, teils aus RAF-Beständen und teils aus Neuproduktion.
XP-39Esollte Continental-I-1430-1-Motor (2.100 PS) erhalten; wurde Bell XP-63, drei Stück gebaut
P-39F-1Version mit Aeroproducts-Propeller mit konstanter Drehzahl, 229 Stück gebaut
P-39F-2Umbau der P-39F-1 mit verbesserter Panzerung und Kameras im hinteren Rumpf, zwei Stück umgebaut
TP-39FZweisitzige Trainerversion
P-39GP-39D-2 mit Aeroproducts-Propeller, nicht gebaut
P-39JP-39F mit V-1710-59 (1.100 PS), 25 Stück gebaut
P-39KP-39D-2 mit Aeroproducts-Propeller und Motor V-1710-63 (E6) mit 1.325 PS, 210 Maschinen gebaut. P-39K-5: eine Maschine wurde mit dem V-1710-85-(E19)-Motor ausgerüstet als Prototyp für die P-39N
P-39LP-39K mit Curtiss-Electric-Propeller, Raketenstart-Ausrüstung unter den Tragflächen, 250 Stück gebaut
P-39MAeroproducts-Propeller mit größerem Durchmesser, Motor V-1710-67 (E8) mit 1.200 PS, 240 Stück gebaut
P-39NV-1710-85 (E19) 1.200-PS-Motor; Aeroproducts-Propeller mit größerem Durchmesser ab der 167. Maschine, 2.095 Maschinen gebaut
P-39Qje ein 12,7-mm-MG in Gondeln unter den Tragflächen (statt der 7,62-mm-MG), 4.905 gebaut. P-39Q-21 mit Vierblatt-Propeller (bewährte sich nicht)
RP-39Qzweisitzige Trainerversion
P-45ursprüngliche Bezeichnung für die P-39C
F2LBezeichnung für sieben P-39, die als Zielschleppflugzeuge an die US Navy abgegeben wurden
XFL-1 AirabonitaEin Prototyp für die US Navy mit Spornrad
A-7Vorschlag für eine Drohne, nicht gebaut
TDLDrohne für die US Navy

## Produktion
Abnahme der P-39 durch die USAAF:
| Typ             | 1939 | 1940 | 1941 | 1942  | 1943  | 1944  | SUMME |
| --------------- | ---- | ---- | ---- | ----- | ----- | ----- | ----- |
| XP-39           | 1    |      |      |       |       |       | 1     |
| YP-39           |      | 13   |      |       |       |       | 13    |
| P-39C           |      |      | 20   |       |       |       | 20    |
| P-39D           |      |      | ≈737 | ≈186  |       |       | 923   |
| Airacobra Mk. I |      |      | ≈169 | ≈506  |       |       | 675   |
| XP-39E          |      |      |      | 3     |       |       | 3     |
| P-39F           |      |      |      | 229   |       |       | 229   |
| P-39J           |      |      |      | 25    |       |       | 25    |
| P-39K           |      |      |      | 210   |       |       | 210   |
| P-39L           |      |      |      | 250   |       |       | 250   |
| P-39M           |      |      |      | 240   |       |       | 240   |
| P-39N           |      |      |      | 324   | 1.771 |       | 2.095 |
| P-39Q           |      |      |      |       | 3.176 | 1.729 | 4.905 |
| Summe           | 1    | 13   | 926  | 1.973 | 4.947 | 1.729 | 9.589 |

## Technische Daten

Bell P-39D Airacobra

| Kenngröße             | Daten Bell P-39Q Airacobra                                          |
| --------------------- | ------------------------------------------------------------------- |
| Besatzung             | 1                                                                   |
| Länge                 | 9,20 m                                                              |
| Spannweite            | 10,36 m                                                             |
| Höhe                  | 3,61 m                                                              |
| Flügelfläche          | 19,79 m²                                                            |
| Flügelstreckung       | 5,4                                                                 |
| Gesamtmasse           | 3.810 kg                                                            |
| Antrieb               | ein 12-Zylinder-V-Motor Allison V-1710-85 mit 1.200 PS (ca. 880 kW) |
| Höchstgeschwindigkeit | 621 km/h in 2.895 m Höhe                                            |
| Dienstgipfelhöhe      | 10.690 m                                                            |
| normale Reichweite    | 1.080 km                                                            |
| Bewaffnung            | eine 37-mm-Kanone, vier 12,7-mm-MG; eine 226-kg-Bombe               |